# Kapela Mrkušić u Podgori
Kapela Mrkušić u mjestu Podgori, Mrkušića dvori, zaštićeno kulturno dobro.

## Opis dobra
Kapela Mrkušić u Podgori bila je dio ljetnikovca obitelji Mrkušić koji je djelomično pregrađen i porušen. Podignuta je u perivoju. Kapela je oktogonalnog oblika s polukružnom apsidom, u unutrašnjosti je nadsvođena kupolom. Sagrađena je 1804. g. u stilu baroknog klasicizma i jedan je od rijetkih spomenika ovog oblika u Dalmaciji. Građena je od kamenih klesanaca, pokrivena kupom kanalicom. Na vrhu je vitka osmerostrana lanterna s križem. Nad ulaznim portalom je grb obitelji Mrkušić. U unutrašnjosti je samo jedan oltar iza kojeg je prostor koji se koristi kao sakristija. U kapeli se čuva vrijedan liturgijski inventar i slika Krista u tehnici tempere na drvu iz 16.st.

## Zaštita
Pod oznakom Z-4790 zaveden je kao nepokretno kulturno dobro - pojedinačno, pravna statusa zaštićena kulturnog dobra, klasificirano kao "sakralne građevine".